# Épreuves anticipées de français
Pour les articles homonymes, voir EAF.
Les épreuves anticipées de français (EAF), plus communément appelées bac de français, désignent les épreuves que les élèves passent à la fin de la classe de première générale et technologique en France, et dont les résultats sont pris en compte l'année suivante, pour leur baccalauréat. Les épreuves existent depuis 1969. Elles ont été révisées pour la session 2021.

## Épreuve écrite de la série générale

### Depuis la réforme de 2021
L'épreuve écrite se déroule sur quatre heures. Son coefficient s'élève à cinq sur les cent que comporte le baccalauréat.
La réforme du baccalauréat de Jean-Michel Blanquer, introduite pour la session 2021, et donc en 2020 pour le français, transforme l'épreuve écrite substantiellement. Le sujet ne comporte plus de corpus (ensemble de textes) et le sujet d'invention a été supprimé. Les deux sujets proposés, tous en lien avec des objets d'études traités au cours de l'année de première, sont les suivants :
- un commentaire littéraire sur un texte inconnu mais répondant à l'un des quatre objets d'études ;
- une dissertation qui consiste en une question sur l'une des quatre œuvres étudiées en classe parmi les douze au programme.

#### Objets d'études
Les objets d'études, c'est-à-dire les séquences étudiées durant l'année, comportent un genre littéraire et une époque, ainsi qu'un parcours associé à une œuvre intégrale (parmi les œuvres aux programmes). Ce parcours associé comprend au moins une œuvre complémentaire que le candidat étudiera seul, appelée lecture cursive. Ces objets d'étude sont :
- le théâtre du XVIIe au XXIe siècle
- la poésie du XIXe au XXIe siècle
- le roman et le récit du Moyen Âge au XXIe siècle
- la littérature d'idées du XVIe au XVIIIe siècle

### Avant la réforme de 2021
Avant la réforme du baccalauréat de français, les sujets étaient divisés en deux parties, une première proposant de répondre à des questions sur un ensemble de textes (corpus), et une seconde proposant plusieurs types d'exercice.
La deuxième partie du sujet est un travail d'écriture sur 16 points pour les séries générales et sur 14 points pour les séries technologiques. Trois sujets sont proposés, et l'un d'entre eux (au choix) doit être traité par le candidat :
- Le commentaire : Le commentaire littéraire est un bilan de lecture organisé autour des grands centres d'intérêt d'un texte.
- La dissertation : La dissertation est un travail d'argumentation de type littéraire portant sur les objets d'étude. Elle nécessite une certaine culture générale au moins dans le domaine littéraire (livre, art, musique…)
- L’écriture d'invention : Il s'agit d'un travail de rédaction suivant des contraintes diverses, qui est le plus souvent argumentatif.

## Épreuve orale

### Depuis la réforme de 2021
L'épreuve orale se compose de deux parties : un exposé, noté sur douze points, et un entretien, noté sur huit points. L'épreuve orale est dotée du coefficient cinq. 
L'exposé comprend deux parties : une explication linéaire d'un texte étudié en classe (parmi seize au minimum) et une question de grammaire. L'entretien consiste en échange entre l'examinateur et le candidat sur l’œuvre qu'il a choisi d'étudier, parmi les quatre œuvres obligatoires ou les lectures complémentaires proposées par le professeur. Il doit s'être approprié personnellement l’œuvre. Le candidat peut être amené à répondre à des questions sur le travail fait durant l'année.

### Avant la réforme de 2021
Il s'agit d'une explication de texte qui est choisie dans un descriptif de lecture, soit la liste des textes. En général, ce texte n'excède pas 15 à 20 lignes mais peut être plus long en cas d'extrait théâtral. Elle s'organise autour de la question posée par l'examinateur. On ne peut avoir des explications de textes sur les lectures cursives (textes en complément qui serviront dans l'entretien). Dans le cas d'une œuvre complète, il peut être proposé n'importe quel extrait (mais cela reste très rare). Il faut toujours tenir compte de la question posée et proposer des axes de lecture. Le candidat doit apporter ses textes en double exemplaire (un pour le candidat, l'autre pour l'examinateur).
Il y a trente minutes de préparation après que l'examinateur aura donné la question suivi de dix minutes d'exposé par le candidat, ainsi que dix minutes de questions posées par l'examinateur. L'exposé et l'entretien sont tous les deux notés sur 10 et s'ajoutent pour ainsi former une note sur 20. Le coefficient (5) est la même pour toutes les séries.

#### L'exposé
L'exposé est la première partie de l'oral. C'est une restitution organisée des connaissances en réponse à une question portant sur un texte parmi ceux étudiés en cours d'année, choisi par l'examinateur.
La meilleure méthodologie possible est le fait de ne pas restituer le cours par cœur. C'est une démarche personnelle qui est demandée. De plus, la question posée peut ne pas correspondre à celle vue en classe. On s'attend à ce que l'élève développe un esprit didactique, critique et pédagogique. Il faut donc essayer de retenir les principaux procédés utilisés par l'auteur et dégager les idées principales du texte. Le commentaire doit être structuré à l'aide d'un plan (souvent celui du cours) répondant à une problématique.Une technique appelée technique du Lynx permet d'associer le plan vu en cours sans le changer à la problématique convenue par l’examinateur.L'examinateur attend donc l'annonce du plan, ce qu'il contient et surtout des exemples du texte illustrant l'argumentation.
Dans sa préparation, l'élève doit réfléchir à des axes d'étude autour de la question posée. Cinq phases se doivent d'être respectées : la présentation et la situation du texte, la lecture, le projet de lecture, l'explication proprement dite et la conclusion. Il doit partir du principe que l'examinateur ne connaît pas du tout le texte. Pour la présentation, il faut indiquer le titre du texte, présenter très rapidement et de manière concise l'auteur et l'époque (à part dans le cas d'une autobiographie où il faut plus développer mais toujours rapidement qui est l'auteur, ou un texte engagé, là il vous faudra replacer l'époque…) localiser l'extrait, s'il s'agit d'un roman ou d'une pièce, il faudra décrire très rapidement les personnages et ce qui s'est déroulé. Il ne faut pas faire une introduction biographique de l'auteur, un long résumé en détail sur l'intrigue ou insister lourdement sur le contexte par exemple.
La lecture est très importante et ne doit pas être négligée, elle doit être expressive et technique. Il faut donner le ton, rendre le texte vivant, sans faire une déclamation théâtrale. Bien prononcer, ne pas oublier les accentuations, les syllabes… Faire bien attention en cas de poésie ou de théâtre versifié. La respiration du texte doit aussi être respectée, ne pas oublier la ponctuation.
Le projet de lecture : il faut rappeler la question posée, dire comment elle a été comprise et proposer des axes de lecture. Pour les axes, deux méthodes : la lecture analytique linéaire suivant le texte (moins conseillée sauf par manque de temps où il faut expliquer en quoi elle répond à la question posée) ; ou la lecture analytique synthétique, indépendante de la structure du texte, tous les axes de lecture peuvent être retrouvés.

#### L'entretien
L'entretien est la seconde partie de l'oral. Il correspond à un élargissement des thèmes traités au cours de l'exposé, prenant la forme d'un dialogue entre examinateur et candidat. Les questions portent sur l'objet d'étude, le groupement de textes, la séquence, les lectures cursives, les études d'ensemble et les prolongements figurant sur le descriptif du candidat.
La note est sur 8 et s'ajoute à la note de l'exposé. Le coefficient de la note finale est de 2.